# Thyreosaurus
Thyreosaurus („ještěr se štítem“) byl rod ptakopánvého dinosaura z infrařádu Stegosauria a čeledi Stegosauridae, který žil v období střední jury (geologický stupeň bath až kelloway, asi před 168 až 162 miliony let) na území současného Maroka (Střední Atlas, sedimenty geologického souvrství zvaného El Mers III).

## Historie a význam
Fosilie tohoto stegosaurida byly objeveny v roce 2021 a poprvé zmíněny v odborné literatuře v roce 2023. Typový exemplář s označením HIIUC-BN00 představuje neúplně dochovanou postkraniální kostru. Typový druh T. atlasicus (druhové jméno odkazuje k pohoří Atlas) byl formálně popsán v březnu roku 2024 mezinárodním týmem paleontologů. Jedná se o další důkaz rané evoluce stegosauridních tyreoforů v severní Africe. Podobně významným objevem byl další marocký stegosaur Adratiklit, formálně popsaný roku 2019.

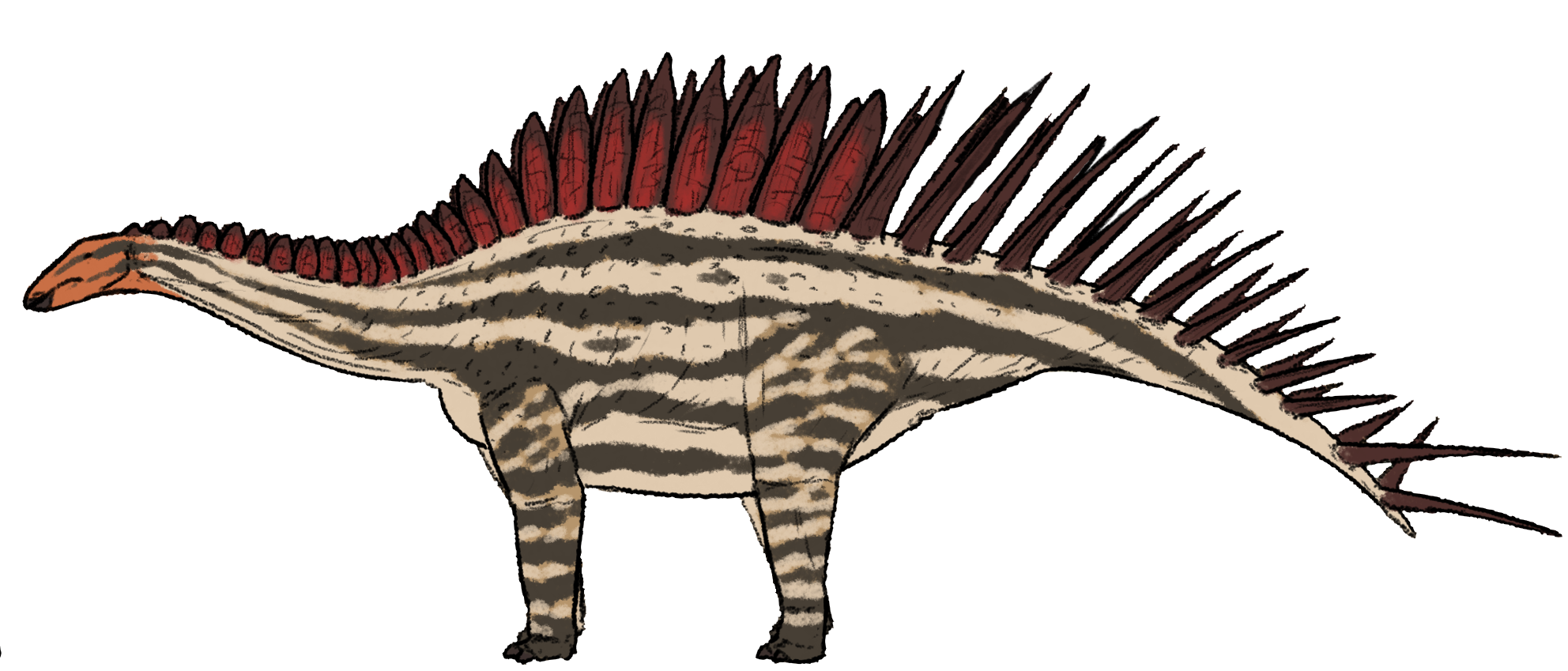
Přibližná podoba vzdáleně příbuzného druhu Adratiklit boulahfa.

Jedná se o významnou podporu předpokladu, že stegosauridi i ankylosauridi byli mnohem rozšířenější, než se dříve očekávalo. Objev tohoto druhu i fosilních otisků stop zástupců skupiny Eurypoda v severní Africe dokazuje, že tito dinosauři (ankylosauři a stegosauři) byli nejspíše rozšíření nejen na kontinentech severní Laurasie, ale také na jižních pevninách Gondwany. Jejich biodiverzita tedy byla nejspíš podstatně větší, než jakou ji naznačují dosavadní vzácné fosilní nálezy. To potvrzuje také objev nejstaršího známého ankylosaura druhu Spicomellus afer ze stejného souvrství.

## Popis a zařazení
Thyreosaurus byl poměrně velkým stegosauridem. Typový exemplář byl ještě nedospělým a plně nedorostlým jedincem, přesto již měřil na délku kolem 6 metrů. Fylogenetická analýza ukázala, že se patrně jednalo o stegosaurida blízce vývojově příbuzného evropskému rodu Dacentrurus a spolu s rodem Adratiklit spadal do podčeledi Dacentrurinae.